# Mexer
Edson André Sitoe, connu sous le nom de Mexer (prononcé meʃɛʁ, signifiant « l'agité » en portugais), né le 8 septembre 1988 à Maputo, est un footballeur international mozambicain, évoluant actuellement au poste de défenseur central au Bandırmaspor en Turquie.

## Biographie

### En club

#### Débuts professionnels et départ au Portugal
Il commence sa carrière dans le club de sa ville natale, le Grupo Desportivo de Maputo, où il gagne un titre de champion dès sa première saison en 2006. 
Lors du mercato hivernal de 2010, le Sporting Portugal le recrute pour une durée de deux ans et demi. Cependant, il ne gagne pas la confiance de l'entraîneur Carlos Carvalhal et ne joue qu'avec la réserve du club jusqu'à la fin de la saison.

#### Confirmation en première division portugaise
Il est alors prêté au promu SC Olhanense et fait ses débuts en Liga Sagres le 11 septembre 2010 face au Vitória Guimarães. Sous la direction de son compatriote Daúto Faquirá (en), il parvient à se faire une place dans l'équipe en jouant à de nombreux postes, et le plus souvent à celui d'arrière droit. Le club algarvien s'étant maintenu en première division, il y reste pour la saison 2011-2012 où il confirme la place de titulaire qu'il avait commencé à briguer la saison précédente. Il est titularisé 26 fois et s'impose comme le pilier de la défense du club.
Cette belle saison ainsi que le départ de son mentor Faquirá en cours de saison le poussent à accepter l'offre du Nacional Madère.
Il devient très rapidement un joueur clé au sein de sa nouvelle équipe, et inscrit son premier but en première division face au SC Braga le 12 janvier 2013. Averti à plusieurs reprises lors de sa première saison à Madère, il montre une nette amélioration lors de la saison suivante en ne récoltant qu'un seul carton jaune jusqu'à la trêve hivernale. Il est alors régulièrement cité comme faisant partie des trois meilleurs défenseurs du championnat. Avec son équipe il parvient à se qualifier pour les barrages de la Ligue Europa en terminant 5e du championnat en 2014.

#### Stade rennais FC (2014-2019)
En janvier 2014, Mexer fait l'objet de négociations pour un transfert entre son club portugais, le CD Nacional, et le club français du Stade rennais FC. Le joueur fait le voyage en Bretagne pour y passer des tests médicaux. Finalement, le 30 janvier 2014, le Stade rennais annonce que les négociations entre les différentes parties ont échoué, et que le transfert ne se fera pas. Durant les six mois suivants, le club breton continue de suivre ses performances, et finit par obtenir son transfert le 19 juin 2014, avec la signature d'un contrat de trois ans.
Le 17 août 2014, lors de son premier match à domicile face à Évian Thonon Gaillard, il inscrit un doublé pour la première fois de sa carrière. Il devient rapidement un joueur important au sein de l'équipe rennaise en étant le joueur de champ le plus utilisé par Philippe Montanier avec le capitaine Romain Danzé. Les observateurs louent son calme et sa tranquillité, qui lui permettent de rassurer ses partenaires tout en réalisant très peu de fautes.
Le 27 avril 2019, lors de la finale de la Coupe de France face au Paris Saint-Germain, il permet à son équipe de recoller au score en marquant à la 66ème minute (2-2). Son équipe remportera la coupe aux tirs au but (6 à 5).

#### Girondins de Bordeaux (2019-2022)
Le 9 mai 2019, libre de tout contrat, il signe quatre ans aux Girondins de Bordeaux. Au total, il aura disputé 48 matches toutes compétitions confondues. Il résilie son contrat le 24 août 2022.

#### Retour au Portugal à Estoril (2022-2023)
Le 24 août 2022, Mexer s’engage avec le GD Estoril-Praia.

### En sélection nationale
Mexer participe à sa première compétition internationale lors de la Coupe d'Afrique des nations 2010. En décembre 2023, il est retenu dans la liste des vingt-sept joueurs mozambicains sélectionnés par Chiquinho Conde pour disputer la Coupe d'Afrique des nations 2023. Il disputera ainsi sa deuxième compétition internationale treize ans plus tard.  

## Style de jeu
Mexer se décrit lui-même comme « un joueur relativement rapide avec un bon jeu aérien ». Il estime également avoir « les capacités pour ressortir proprement les ballons depuis la défense ». Défenseur « rugueux » selon son coéquipier au Stade rennais FC Vincent Pajot, il récolte effectivement quelques avertissements, mais préfère défendre debout autant que possible, et ne tacler que lorsque c'est nécessaire. Ses références à son poste sont l'anglais John Terry, le portugais Ricardo Carvalho et plus récemment le brésilien Thiago Silva,.

## Statistiques
Le tableau suivant récapitule les statistiques de Mexer durant sa carrière professionnelle :
| Saison                | Club                  | Championnat           | Championnat | Championnat | Coupe(s) nationale(s) | Coupe(s) nationale(s) | Compétition(s) continentale(s) | Compétition(s) continentale(s) | Compétition(s) continentale(s) | Mozambique | Mozambique | Total | Total |
| Saison                | Club                  | Division              | M.          | B.          | M.                    | B.                    | Comp.                          | M.                             | B.                             | M.         | B.         | M.    | B.    |
| 2006-2007             | GD Maputo             | D1                    | -           | -           | -                     | -                     | -                              | -                              | -                              | -          | -          | 0     | 0     |
| 2007-2008             | GD Maputo             | D1                    | -           | -           | -                     | -                     | -                              | -                              | -                              | 1          | 0          | 1     | 0     |
| 2008-2009             | GD Maputo             | D1                    | -           | -           | -                     | -                     | -                              | -                              | -                              | 4          | 0          | 4     | 0     |
| Sous-total            | Sous-total            | Sous-total            | -           | -           | -                     | -                     | -                              | -                              | -                              | 5          | 0          | 5     | 0     |
| 2009-2010             | Sporting Portugal     | D1                    | 0           | 0           | 0                     | 0                     | -                              | -                              | -                              | 10         | 0          | 10    | 0     |
| 2010-2011             | SC Olhanense (prêt)   | D1                    | 15          | 0           | 6                     | 0                     | -                              | -                              | -                              | 2          | 0          | 23    | 0     |
| 2011-2012             | SC Olhanense (prêt)   | D1                    | 24          | 0           | 3                     | 0                     | -                              | -                              | -                              | 7          | 0          | 34    | 0     |
| Sous-total            | Sous-total            | Sous-total            | 39          | 0           | 9                     | 0                     | -                              | -                              | -                              | 19         | 0          | 67    | 0     |
| 2012-2013             | CD Nacional           | D1                    | 28          | 2           | 5                     | 0                     | -                              | -                              | -                              | 3          | 0          | 36    | 2     |
| 2013-2014             | CD Nacional           | D1                    | 29          | 0           | 2                     | 0                     | -                              | -                              | -                              | 3          | 1          | 34    | 1     |
| Sous-total            | Sous-total            | Sous-total            | 57          | 2           | 7                     | 0                     | -                              | -                              | -                              | 6          | 1          | 70    | 3     |
| 2014-2015             | Stade rennais FC      | Ligue 1               | 35          | 4           | 4                     | 0                     | -                              | -                              | -                              | 7          | 0          | 46    | 4     |
| 2015-2016             | Stade rennais FC      | Ligue 1               | 16          | 0           | 0                     | 0                     | -                              | -                              | -                              | 2          | 0          | 18    | 0     |
| 2016-2017             | Stade rennais FC      | Ligue 1               | 23          | 1           | 2                     | 1                     | -                              | -                              | -                              | 2          | 0          | 27    | 2     |
| 2017-2018             | Stade rennais FC      | Ligue 1               | 17          | 0           | 3                     | 0                     | -                              | -                              | -                              | 2          | 0          | 22    | 0     |
| 2018-2019             | Stade rennais FC      | Ligue 1               | 29          | 0           | 7                     | 2                     | C3                             | 7                              | 0                              | 2          | 1          | 45    | 3     |
| Sous-total            | Sous-total            | Sous-total            | 120         | 5           | 16                    | 3                     | -                              | 7                              | 0                              | 15         | 1          | 158   | 9     |
| 2019-2020             | Girondins de Bordeaux | Ligue 1               | 19          | 0           | 2                     | 0                     | -                              | -                              | -                              | 4          | 1          | 25    | 1     |
| 2020-2021             | Girondins de Bordeaux | Ligue 1               | 9           | 0           | 1                     | 0                     | -                              | -                              | -                              | 1          | 0          | 11    | 0     |
| 2021-2022             | Girondins de Bordeaux | Ligue 1               | 16          | 1           | 1                     | 0                     | -                              | -                              | -                              | 4          | 0          | 21    | 1     |
| Sous-total            | Sous-total            | Sous-total            | 44          | 1           | 4                     | 0                     | -                              | -                              | -                              | 9          | 1          | 57    | 2     |
| 2022-2023             | GD Estoril-Praia      | D1                    | 14          | 0           | 2                     | 0                     | -                              | -                              | -                              | 2          | 0          | 18    | 0     |
| 2023-2024             | Bandırmaspor          | D2                    | 12          | 0           | 2                     | 0                     | -                              | -                              | -                              | 4          | 0          | 18    | 0     |
| Total sur la carrière | Total sur la carrière | Total sur la carrière | 286         | 7           | 35                    | 3                     | -                              | 7                              | 0                              | 60         | 3          | 388   | 13    |

## Palmarès
| Stade rennais FC - Coupe de France - Vainqueur : 2019. |

### Buts internationaux
| 0   | Date            | Lieu                                            | Compétition            | Résultat | Adversaire    | Détail | Détail | Sél. |
| --- | --------------- | ----------------------------------------------- | ---------------------- | -------- | ------------- | ------ | ------ | ---- |
| 1er | 18 mai 2014     | Estádio Nacional do Zimpeto, Maputo, Mozambique | Éliminatoires CAN 2015 | V 5-0    | Soudan du Sud | 42e    | 2-0    | 18e  |
| 2e  | 13 octobre 2018 | Estádio Nacional do Zimpeto, Maputo, Mozambique | Éliminatoires CAN 2019 | P 1-2    | Namibie       | 26e    | 1-0    | 44e  |